# Fort reditowy

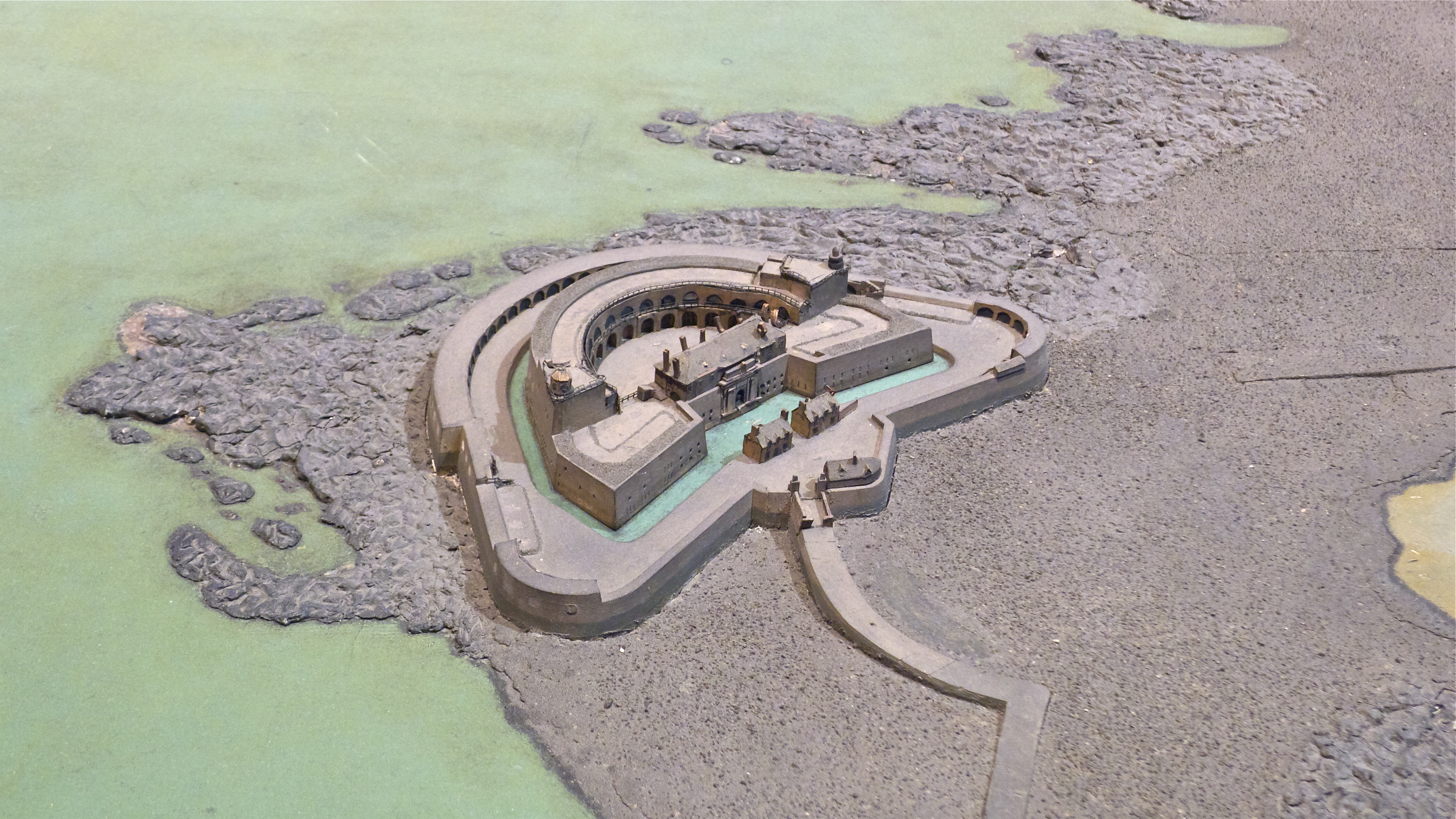
Fort na l'Île Pelée (część fortyfikacji portu w Cherbourgu), z dominującą, półokrągłą reditą w centrum, chronioną od tyłu dwoma półbastionami, osłoniętą fosą i zewnętrznym wałem

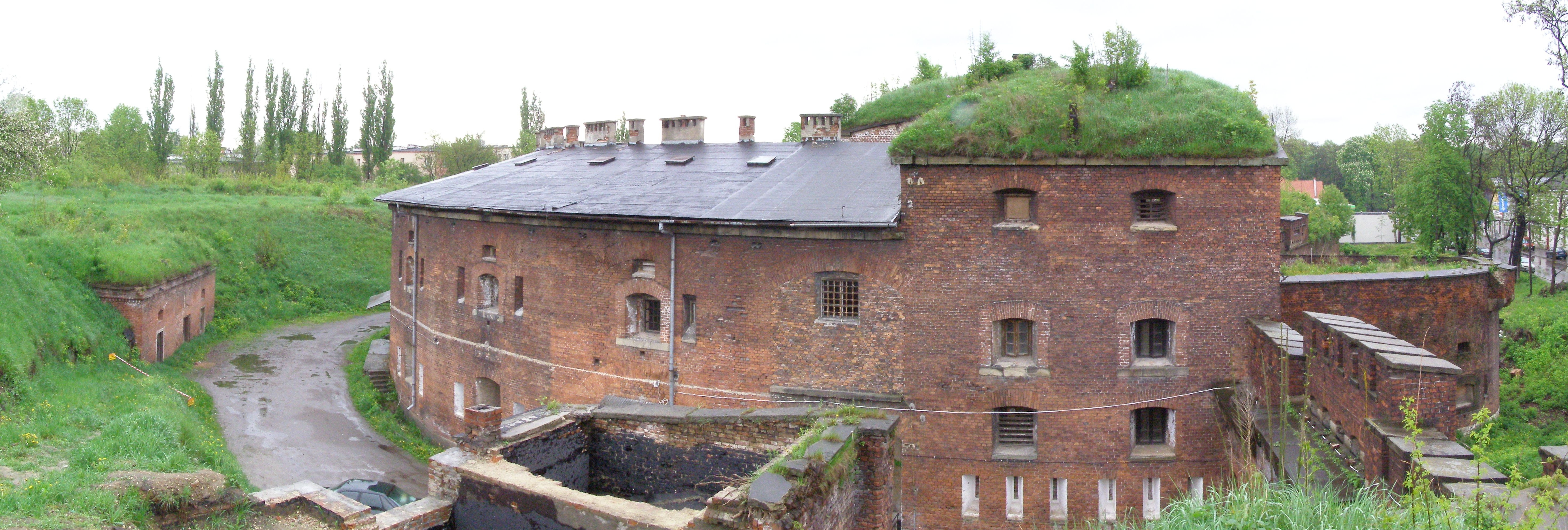
Widok boczny redity „Lunety Warszawskiej”

Fort reditowy – typ fortu, którego centralnym ośrodkiem była działobitnia w postaci redity (śródszaniec) – murowanej budowli, w której umieszczona była bateria dział stanowiących główne uzbrojenie fortu.
Były to samodzielne dzieła fortyfikacyjne lub części obwodu obronnego, typowe dla poligonalnego systemu obronnego. Przeznaczone były zarówno do obrony dalekiej ogniem artyleryjskim, jak również bliskiej (ogniem działowym lub piechoty). Od przedpola reditę osłaniał wał, najczęściej pięciokątny, z kaponierami. Zapole chronił wał z kaponierą szyjową. Dzięki zwielokrotnieniu przeszkód (wał, fosa, wał, ściana redity, wewnętrzny dziedziniec redity), chronionych stanowiskami obronnymi, fort był przystosowany do głębokiej i uporczywej obrony.
Typowymi fortami reditowymi są fort „Kleparz” i „Luneta Warszawska” w twierdzy krakowskiej lub fort „Winiary” w twierdzy poznańskiej.
Na skutek wzrostu siły rażenia pocisków artyleryjskich, odkryte mury redit stały się zbyt wrażliwe na uszkodzenia. Z tego względu stopniowo rezygnowano z murowanego śródszańca, by zmienić ją w przykryte ziemią koszary szyjowe, a stanowiska artylerii przenieść na wał ziemny, co doprowadziło do powstania fortu artyleryjskiego.